# Lepidiolamprologus boulengeri
Lepidiolamprologus boulengeri е вид лъчеперка от семейство Цихлиди (Cichlidae).

## Разпространение
Видът е разпространен в Бурунди и Танзания.